# Andisleben
Andisleben är en kommun och ort i Landkreis Sömmerda i förbundslandet Thüringen i Tyskland.
Kommunen ingår i förvaltningsgemenskapen Gera-Aue tillsammans med kommunerna Gebesee, Ringleben och Walschleben.